# Ulee Alue
Ulee Alue is een bestuurslaag in het regentschap Bireuen van de provincie Atjeh, Indonesië. Ulee Alue telt 274 inwoners (volkstelling 2010).